# Васильев (Шелудяк), Наум Васильевич
Нау́м Васи́льевич Васи́льев (Шелудяк; около 1594 – после 1656; Черкасск, Русское государство) — войсковой атаман Войска Донского (1639—1656).

## Биография
В [1627 году Наум Васильев (Шелудяк) впервые упоминается в качестве рядового казака на Дону в Нижнем (Монастырском) городке.
Летом 1630 года он в качестве атамана казачьей станицы приезжал в Москву. В мае 1635 году Наум Васильев упоминается в качестве станичного атамана в Монастырском городке.
В 1637 году Наум Шелудяк участвовал в походе донских казаков, осаде и взятии Азовской крепости. В дальнейшем вместе с Осипом Петровым руководил обороной Азова от турецко-татарских войск. 25 июля 1641 года Наум Васильев возглавил первую вылазку из осажденного Азова. В начале августа того же года войсковой атаман получил тяжелое ранение во время взятия турками «Топракова городка» в Азове.
В октябре 1641 года Наум Васильев приезжал в Москву в качестве атамана казачьей станицы с известием об удержании казаками Азова летом этого года. В сентябре 1646 года Наум Васильевич Васильев (Шелудяк) в качестве атамана казачьей станицы вновь приезжал в Москву.
В июне 1656 года войсковой атаман Наум Васильев возглавил объединённый военный поход донских и запорожских казаков на турецкую крепость Азов. Штурм крепости закончился неудачно. Осаждавшие потеряли около полутора тысяч убитыми. В плен попали есаул Павел Фёдоров и около 900 человек.
Дата и место его рождения неизвестны, так же как место и год смерти.